# Bứa mủ vàng
Bứa mủ vàng (danh pháp: Garcinia xanthochymus) là một loài thực vật có hoa trong họ Bứa. Loài này được Hook.f. ex T.Anderson mô tả khoa học đầu tiên năm 1874.

## Hình ảnh

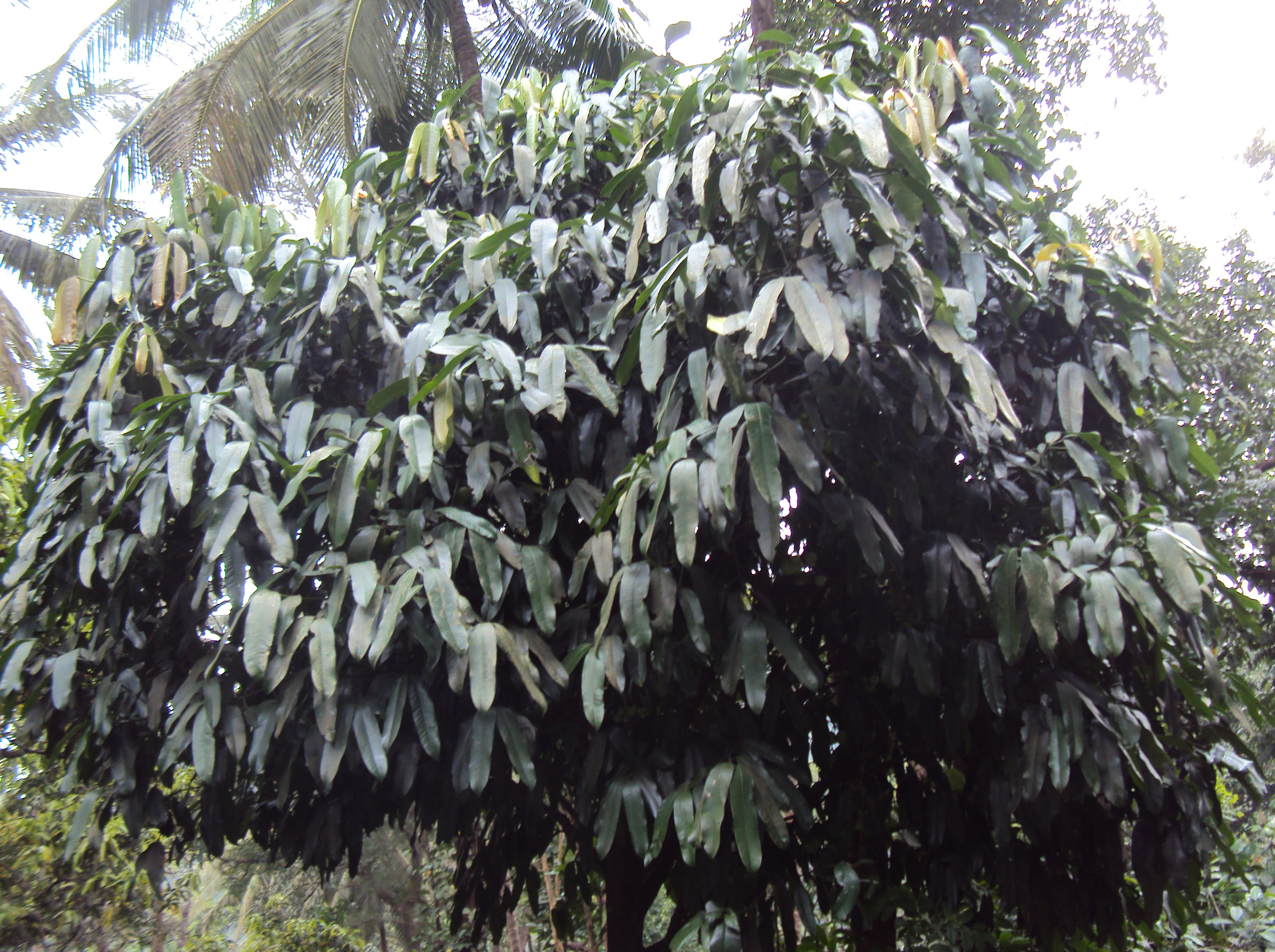
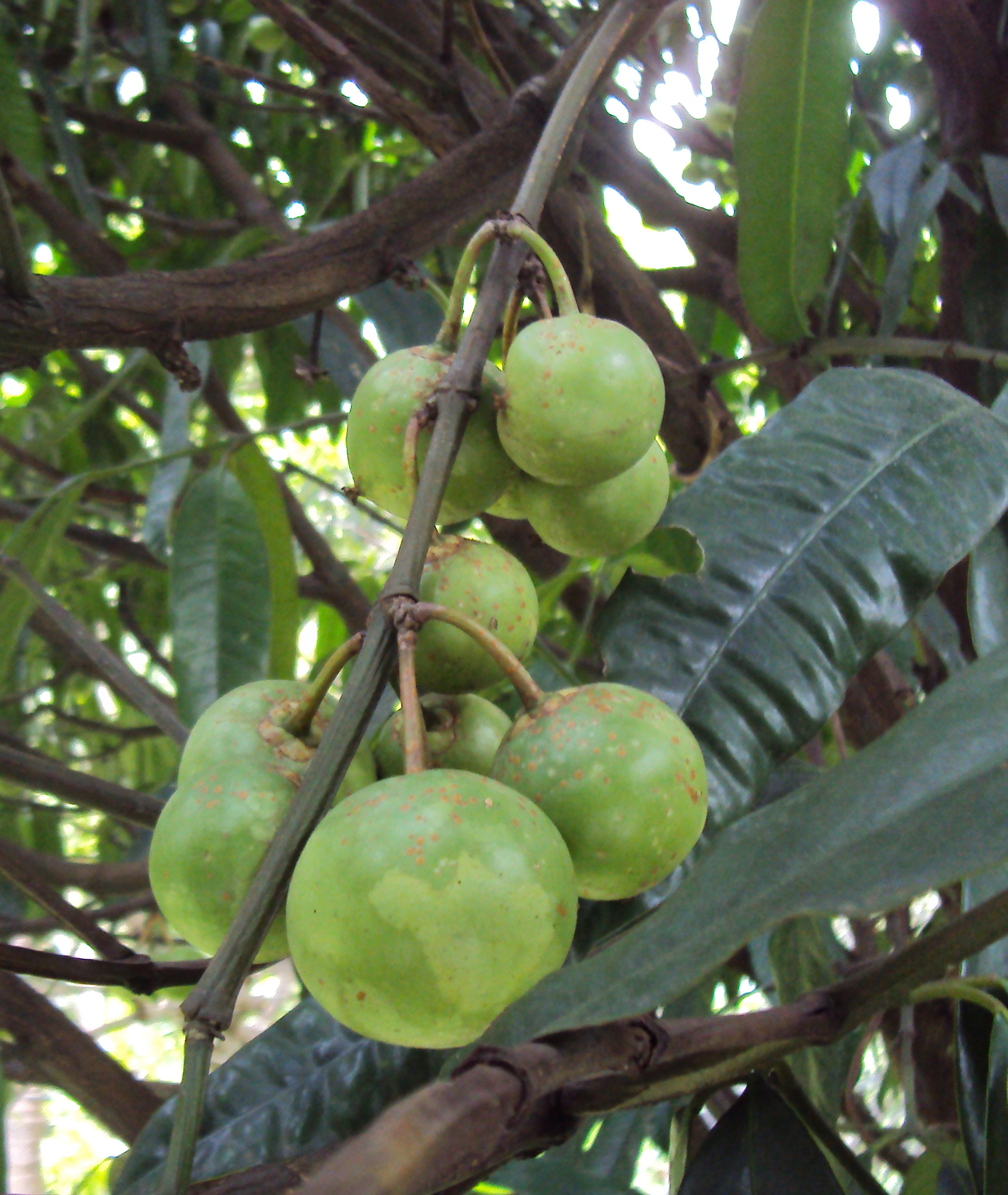
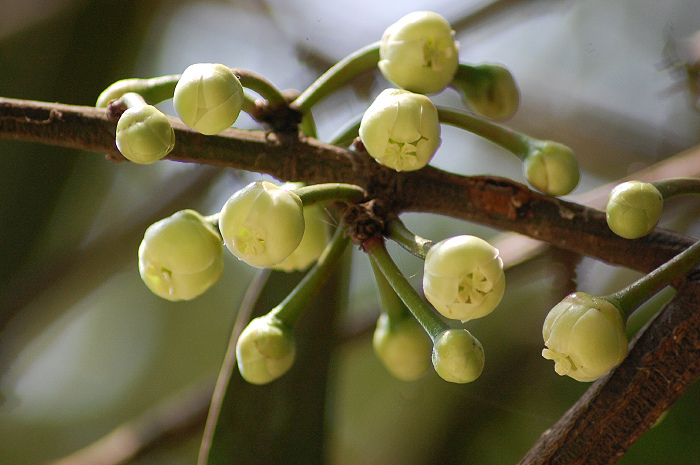